# Love music
『Love music』（ラブ ミュージック）は、フジテレビ系列（テレビ大分を除く）で2015年10月16日から2023年9月18日まで放送されていた音楽番組である。
同年9月2日までは『水曜歌謡祭』（すいようかようさい）の番組名で毎週水曜日 19:57 - 20:54（JST、以下略）に放送されていた。改題・枠移動前は全12回。
同年10月16日からは現番組名での放送開始となり、2017年4月7日まで、毎週金曜日 23:30 - 23:58に放送されていた。
同年4月17日から2021年9月27日、2022年2月21日から2023年3月20日までは毎週月曜日 0:30 - 1:25（日曜深夜）に放送されていた。
2021年10月11日から2022年2月14日までは放送時間を30分繰り下げ、毎週月曜日1:00 - 1:55（日曜深夜）に放送されていた。
2023年4月10日からは25分に短縮されて放送されている。
同年8月21日、番組公式Xで当番組は同年9月18日の放送をもって終了することが発表された。
本項では、『Love Music』特別編として継続している音楽ドキュメンタリー・シリーズ『ライナーノーツ』についても説明する。

## 概要

### 水曜歌謡祭
フジテレビが『夜のヒットスタジオ』（1968年11月4日 - 1990年10月3日）に続き、1994年に放送終了した『MJ -MUSIC JOURNAL-』（1992年10月14日 - 1994年3月23日）以来21年ぶり の生放送音楽番組。
司会は、初司会となる森高千里とアンジャッシュの渡部建。製作は毎年それぞれ1回ずつ放送される大型音楽番組『FNS歌謡祭』『FNSうたの夏まつり』 のスタッフらが務め、そのノウハウを生かして話題のヒット曲や新曲だけでなく、音楽史に残る名曲も放送する。それに伴い、『FNS歌謡祭』のレギュラー版といえる番組でもある。フジテレビのゴールデンタイムで音楽番組がレギュラー放送されるのは、『HEY!HEY!HEY! MUSIC CHAMP』（1994年10月17日 - 2012年12月17日）以来、約2年4カ月ぶりであった。
エンディングでは、必ず「この番組は日本の音楽史を彩ったすべてのアーティストに敬意を表し制作しています」というテロップを表示して番組を締めていた。
番組では連動データ放送も実施しており、出演歌手及び楽曲の情報も見ることができた。
2015年9月2日の「昭和平成ミリオンセラー特集」をもって番組終了。当時19時台に放送されていた『おじゃMAP!!』との交互2時間スペシャルの放送は少なかったものの、7 - 8月にかけてスポーツ中継などに伴う休止が多く、5カ月弱の放送期間ながら実質的には1クール程度の放送回数だった。なお終了は急に決まったらしく、各テレビ雑誌（週刊・隔週・月刊）では「最終回マーク」が付けられていなかった。当番組の終了により、フジテレビのゴールデンタイム・プライムタイムでレギュラー放送される音楽番組は再び廃止となる。

### Love music
2015年10月16日より金曜23:30枠に移動、『Love music』に改題し新たな音楽番組としてリニューアルし放送が開始された。この番組では、毎回ゲスト1組と森高・渡部が、ゲストの思い出に残る歌手、あるいはゲストが注目する歌手にスポットを当ててトークを繰り広げる。以後の番組は原則として事前収録となった。なお、同局の金曜23:30枠で音楽番組がレギュラー放送されるのは、『僕らの音楽』（2004年4月3日 - 2014年9月19日）以来の約1年ぶりとなる。
2016年4月8日には、23:30 - 翌0:28に、『Love music さだが仲間由紀恵がゆずが優香が門出をお祝いスペシャル』と題して、番組初の1時間の拡大版を放送。
2017年4月7日には、23:00 - 23:58に、『Love musicプレゼンツ 桜フェス2017門出』と題して、1時間の拡大版を放送した。尚、この放送を以て、金曜23:30 - 23:58枠での放送を終了した。
2017年4月17日より、金曜深夜枠から月曜0:30 - 1:25（日曜深夜）枠へ移動して、放送時間も拡大された。ただし、ローカル枠に降格となるため、2017年3月までの全国枠などで同時ネットで放送していた一部系列局は、遅れネットに降格した。2023年4月9日から『鬼滅の刃 刀鍛冶の里編』が23時15分から開始し、かつ『日曜RISE!』が開始するため、当番組は、1:00 - 1:25に30分繰下・短縮された。
2018年4月6日には、23:00 - 翌0:10に、『Love music 特別篇 絆のうた』と題して、1時間10分の拡大版が放送された。この回では、旅立ちの季節である春に、“絆”をテーマに“家族にとって、仲間にとって、大事な曲”を大特集する。ゲストにはさだまさし、谷村新司、乃木坂46、ゆずが出演した。尚、かつてのレギュラー枠だった金曜23時台に1年ぶりに放送された。

#### ライナーノーツ
1組のアーティストにスポットを当て、彼らのファンを公言する10組の著名人へのインタビューと、それに対するアーティスト自身のコメントを放映する音楽ドキュメンタリー。単発番組として、2014年12月26日に第一弾・サカナクション、2015年4月11日に第二弾・東京スカパラダイスオーケストラ が放送された。
2016年9月30日、『Love music』特別編として、『ライナーノーツ』第三弾・宇多田ヒカルを放映。以降も不定期に特別編『ライナーノーツ』が編成されている。

## 出演者

### 司会
- 森高千里

### ナレーション
- アイクぬわら（超新塾）
- シャウラ

### 過去の出演者（Love music）

#### 司会
- 渡部建（アンジャッシュ）

自身の不祥事で出演見合わせ。2020年6月11日の収録では同局の男性アナウンサーが代行。

### 過去の出演者（水曜歌謡祭）

#### 水曜シンガーズ
- Ms.OOJA
- MACO
- GILLE
- 川上大輔
- いであやか
- K
- Jennii
- 青野紗穂
- エリック・フクサキ
- 信近エリ
- 山本卓司（Sky's the Limit）

ほか

#### VTRナレーター
- 軽部真一（フジテレビアナウンサー）

## コーナー

### 水曜歌謡祭

#### 100年歌い継ぎたい名曲
- 当番組のメインコーナー。
- 番組が毎週1つのテーマを挙げ、そのテーマにまつわる名曲を何曲かに厳選して、出演アーティストがカバー・コラボレーションで披露する。
- メインコーナーではあるが、行わない放送回もある。

#### 出張 歌謡祭!!
- 出演アーティストの1組又は2組が、スタジオを飛び出し、日本の各名所に出向かい、その名所にまつわる名曲を披露する。
- 2組の場合は、コラボレーションで披露する。

#### ふたりで歌うなら
- 番組が出演アーティストの2組に、コラボレーションの依頼をして、コラボレーションが出来上がるまでの裏側までを見せる。後に、2組がコラボレーションで披露する。
- 披露する曲は、2組のそれぞれの持ち歌を順番に披露する。

#### リスペクト!○○
- 番組が1組のアーティストをピックアップして、そのアーティストの発売された全曲の内、厳選された7〜8曲を、出演アーティストがカバー・コラボレーションで披露する。
- ○○には、毎回、ピックアップされたアーティストの名前が入る。

#### 名曲タイムマシン
- ある一年にスポットを当て、その年にヒットした名曲をご本人と共に振り返る。
- 最初に、その年にヒットした名曲をダイジェストでVTRで振り返る。
- VTR後に、振り返った名曲の中で厳選された2〜3曲をご本人のアーティストが披露する。他のアーティストとのコラボレーションで披露される場合もある。

### Love music

#### 田島貴男のORIGINAL LOVE music
- ORIGINAL LOVEの田島貴男が、シングル曲・アルバム曲・カップリング曲問わず、いくつかの邦楽の発売間近の新曲を視聴し、その中から田島が気になる楽曲・アーティストをピックアップして、独自の観点で分析・解説する。

#### Come music
- メジャーデビュー前のインディーズの新人アーティストを紹介する。

#### Now music
- 今最も注目が集まる人気アーティストを紹介する。

#### ライナーノーツ
- 単発番組時代に準拠した構成だが、インタビューをする著名人は4 - 5組となり、またアーティストのスタジオライブが組み入れられた。
- ライナーノーツの放映時は、スタジオパートは最初と最後のみに挿入され、アーティストと司会のトークもない。

## 放送日程

### 水曜歌謡祭
| 水曜歌謡祭（2015年） | 水曜歌謡祭（2015年）      | 水曜歌謡祭（2015年） | 水曜歌謡祭（2015年）                                                           |
| 回数 | 放送日                    | 出演アーティスト | ゲスト                                                                         |
| --- | ------------------------- | --- | ------------------------------------------------------------------------------ |
| 1 （2時間SP） | 4月15日 （19:00 - 20:54） | 柏木由紀/山本彩（AKB48・NMB48）、川栄李奈（当時）/島崎遥香（当時）/横山由依（AKB48）、松井玲奈（当時SKE48/乃木坂46兼任）、Ms.OOJA、信近エリ、エリック・フクサキ、Jennii、山本卓司、浅倉大介、生田絵梨花/白石麻衣（乃木坂46）、宇崎竜童、華原朋美、工藤静香、クリス・ハート、さだまさし、清水翔太、JUJU、鈴木雅之、Sexy Zone、宝塚歌劇団、田島貴男（ORIGINAL LOVE）、谷村新司、chay、T.M.Revolution、西内まりや、Flower、槇原敬之、MACO、増田貴久（NEWS）、松崎しげる、三浦大知、May J.、ももいろクローバーZ、和田アキ子。 |                                                                                |
| 2 | 4月22日                   | 安倍なつみ、Amour、高橋みなみ（当時AKB48）、華原朋美、菊池桃子、工藤静香、クリス・ハート、小室哲哉、さかいゆう、GILLE、DAIGO、増田貴久（NEWS）、生田絵梨花/白石麻衣/西野七瀬（乃木坂46）、一青窈、平原綾香、藤澤ノリマサ、Flower、槇原敬之、三浦大知、MiCo、和田アキ子 (水曜シンガーズ)Amour MiCo、K、Jennii、GILLE、MACO、Ms.OOJA、青野紗穂、いであやか、エリック・フクサキ、川上大輔、信近エリ、山本卓司 |                                                                                |
| （4月29日は『志村けんのだいじょうぶだぁ』のため休止）                                                                                           |                           | |                                                                                |
| 3 （2時間SP） | 5月6日 （19:00 - 20:54）  | 大澤誉志幸、田島貴男（ORIGINAL LOVE）、華原朋美、川上大輔、工藤静香、小柳ゆき、さかいゆう、清水翔太、シャーロット・ケイト・フォックス、GILLE、DAIGO、デーモン閣下、TeddyLoid、堂珍嘉邦、德永英明、中川翔子、中田裕二、増田貴久（NEWS）、平原綾香、Flower、三浦大知、水樹奈々、May J.、森山良子、和田アキ子、(水曜シンガーズ) |                                                                                |
| （5月13日は『おじゃMAP!!』2時間SPのため休止）                                                                                                   |                           | |                                                                                |
| 4 | 5月20日                   | 青山テルマ、安倍なつみ、生田絵梨花/白石麻衣/西野七瀬（乃木坂46）、石井竜也、石丸幹二、大原櫻子、Crystal Kay、郷ひろみ、ゴスペラーズ、西内まりや、藤澤ノリマサ、Flower、増田貴久（NEWS）、松崎しげる、(水曜シンガーズ) |                                                                                |
| 5 | 5月27日                   | 青山テルマ、安倍なつみ、THE ALFEE、Superfly、Flower、クマムシ、クリス・ハート、清水翔太、高橋優、西内まりや、秦基博、増田貴久（NEWS）、(水曜シンガーズ) |                                                                                |
| 6 | 6月3日                    | AKB48、あべ静江、安倍なつみ、綾小路翔（氣志團）、木梨憲武（とんねるず）、クリス・ハート、DAIGO、ヒロミ、藤井尚之、藤井フミヤ、Flower、(水曜シンガーズ) |                                                                                |
| 7 | 6月10日                   | 安倍なつみ、岡本知高、小野正利、クリス・ハート、小柳ルミ子、田島貴男（ORIGINAL LOVE）、チェリッシュ、広瀬香美、Flower、増田貴久（NEWS）、モーニング娘。'15、ももいろクローバーZ、山根康広、(水曜シンガーズ) | 大林素子、NANA（MAX）、久本雅美                                                |
| 8 （2時間SP） | 6月17日 （19:00 - 20:54） | DAIGO、Happiness、相川七瀬、杏里、梅沢富美男、太田裕美、織田哲郎、工藤静香、研ナオコ、小柳ゆき、さだまさし、白石麻衣（当時乃木坂46）、原田真二、平原綾香、前田敦子、増田貴久（NEWS）、三浦大知、山下久美子、和田アキ子、渡辺真知子、(水曜シンガーズ) | 篠原ともえ、柴田理恵、清水ミチコ、鈴木奈々、ふなっしー、前園真聖、松本明子     |
| （6月24日・7月1日は改編期編成のため休止） |                           | |                                                                                |
| 9 （2時間SP） | 7月8日 （20:00 - 21:54）  | 浅岡雄也、安倍なつみ、大友康平（HOUND DOG）、岡本真夜、荻野目洋子、川嶋あい、キマグレン、小柳ゆき、杉山清貴、DAIGO、タケカワユキヒデ、田村直美、ナオト・インティライミ、バラクーダ、一青窈、Flower、増田貴久（NEWS）、三浦大知、(水曜シンガーズ) | 石原良純、クリスティアーノ・ロナウド、ねば〜る君、 藤田朋子、前園真聖、LiLiCo  |
| （7月15日は『おじゃMAP!!』2時間SPのため休止）                                                                                                   |                           | |                                                                                |
| 10 | 7月22日                   | 近藤真彦、TUBE、Flower、松本伊代、嶋大輔 、(水曜シンガーズ) | 勝俣州和、島崎和歌子、前園真聖、松居直美                                       |
| （7月29日は『FNSうたの夏まつり』のため休止） （8月5日は『EAFF東アジアカップ2015』中継のため休止） （8月12日は『おじゃMAP!!』2時間SPのため休止） |                           | |                                                                                |
| 11 | 8月19日                   | DREAMS COME TRUE、福山雅治、(水曜シンガーズ) | 東貴博、住吉美紀、Ms.OOJA、May J.、山田花子、渡辺直美 （ドリカムファン芸能人） |
| （8月26日は『2015年ワールドカップバレーボール』生中継のため休止）                                                                               |                           | |                                                                                |
| 12 | 9月2日                    | 秋川雅史、今陽子、三代目 J Soul Brothers from EXILE TRIBE、ジュディ・オング、田島貴男（ORIGINAL LOVE）、千秋、秦基博、Flower、増田貴久（NEWS）、miwa&ハジ→、森山直太朗、(水曜シンガーズ) |                                                                                |

### Love music
| 2015年 | 2015年                         | 2015年                                                    | 2015年               |        |
| 回数   | 放送日                         | 出演アーティスト                                          | ゲスト               | 視聴率 |
| ------ | ------------------------------ | --------------------------------------------------------- | -------------------- | ------ |
| 1      | 10月16日                       | 斉藤和義、家入レオ                                        | 小澤征悦             | 3.7%   |
| 2      | 10月23日                       | PUFFY、三浦大知                                           | 清水富美加           | 4.3%   |
| 3      | 10月30日                       | ORIGINAL LOVE、いきものがかり、chay                       | 中村獅童             | 3.2%   |
| 4      | 11月6日                        | 中島美嘉、KANA-BOON、MACO                                 | 鈴木砂羽             | 2.8%   |
| 5      | 11月13日 （23:45 - 翌0:13）    | さかいゆう、Dream、 back number、水曜日のカンパネラ       | 桐谷健太             |        |
| 6      | 11月20日                       | エレファントカシマシ、［Alexandros］、Crystal Kay/Ms.OOJA | 松坂桃李             |        |
| 7      | 11月27日                       | 『2015 FNS歌謡祭』直前SP                                  | 大竹しのぶ、柴咲コウ |        |
| 8      | 12月4日                        | Superfly、My Little Lover、大原櫻子                       | 坂上忍               | 4.4%   |
| 9      | 12月11日                       | 柴咲コウ、秦基博、Flower                                  | 舘ひろし             | 3.5%   |
| 10     | 12月18日                       | JUJU、ペンタトニックス、Crystal Kay、Ms.OOJA              | 羽田圭介             |        |
| 11     | 12月26日（土） （0:00 - 0:28） |                                                           | 市川猿之助           |        |

| （1月1日・1月8日は年始編成のため休止） |                              | | |      |  |
| 12 | 1月15日                      | スガシカオ、ゲスの極み乙女。                                                                                        | 松岡茉優                                                                                           | 4.3% |  |
| 13 | 1月22日                      | NEWS、氣志團、ORIGINAL LOVE                                                                                         | 関根勤                                                                                             | 3.0% |  |
| 14 | 1月29日                      | 竹原ピストル | 小澤征悦、清水富美加、中村獅童、鈴木砂羽、桐谷健太、松坂桃李、柴咲コウ、坂上忍、舘ひろし、羽田圭介 | 4.1% |  |
| 15 | 2月5日                       | ［Alexandros］、KANA-BOON、水曜日のカンパネラ、Superfly、Dream、PUFFY、ペンタトニックス                             | | 3.1% |  |
| 16 | 2月12日                      | E-girls、flumpool、安田レイ                                                                                         | 篠原信一                                                                                           | 5.6% |  |
| 17 | 2月19日                      | ももいろクローバーZ、Sexy Zone、手嶌葵                                                                              | 千原ジュニア                                                                                       | 4.0% |  |
| 18 | 2月26日                      | 渋谷すばる、スガシカオ、KANA-BOON、清水翔太                                                                         | 河北麻友子                                                                                         | 4.0% |  |
| （3月4日は『金曜プレミアム』拡大による特別編成のため休止） |                              | | |      |  |
| 19 | 3月11日                      | 藤巻亮太、GENERATIONS from EXILE TRIBE、A.B.C-Z、超特急                                                             | 遠藤憲一                                                                                           | 5.4% |  |
| 20 | 3月18日                      | せんせーションズ、藤巻亮太、K、高橋優                                                                               | 田中圭                                                                                             | 4.2% |  |
| （3月25日は『全力!脱力タイムズ』1時間SPのため休止） |                              | | |      |  |
| 21 | 4月2日（土） （0:00 - 0:28） | 5.4% | Ms.OOJA                                                                                            |      |  |
| 22 （1時間SP） | 4月8日 （23:30 - 翌0:28）    | AKB48、さだまさし、高橋優、谷村新司、ももいろクローバーZ、ゆず                                                      | おぎやはぎ、仲間由紀恵、優香                                                                       |      |  |
| 23 | 4月15日                      | 私立恵比寿中学、宇野実彩子（AAA）&児嶋一哉（アンジャッシュ）、三浦大知、森山良子                                    | おぎやはぎ                                                                                         | 3.8% |  |
| 24 | 4月22日                      | EXILE SHOKICHI、KEYTALK、きゃりーぱみゅぱみゅ、ジャニーズWEST                                                       | 武井咲、三池崇史                                                                                   |      |  |
| 25 | 4月29日                      | Sexy Zone、NICO Touches the Walls、西野カナ                                                                         | 東出昌大                                                                                           | 1.5% |  |
| （5月6日は『HEY!HEY!NEO!』のため休止） |                              | | |      |  |
| 26 | 5月13日                      | シシド・カフカ、T.M.Revolution、西内まりや                                                                          | 千葉雄大                                                                                           | 3.5% |  |
| 27 | 5月20日 （23:40 - 翌0:08）   | 吉川晃司、ハナレグミ、平井堅                                                                                        | 是枝裕和                                                                                           |      |  |
| 28 | 5月27日                      | きゃりーぱみゅぱみゅ、DAIGO、back number                                                                            | DAIGO                                                                                              | 3.6% |  |
| 29 | 6月3日                       | 石崎ひゅーい、森山直太朗、LIVE IS GLOOBE                                                                            | 斎藤工                                                                                             |      |  |
| 30 | 6月10日                      | OKAMOTO'S、吉川晃司、藤原さくら                                                                                     | 足立梨花                                                                                           |      |  |
| 31 | 6月17日                      | E-girls、ファンキー加藤、レキシ                                                                                     | 高梨沙羅                                                                                           | 3.6% |  |
| （6月24日は『関ジャニ∞クロニクル』1時間SPのため休止） |                              | | |      |  |
| 32 | 7月1日                       | 東京スカパラダイスオーケストラ feat. Ken Yokoyama、GILM SPANKY                                                      | 佐藤隆太                                                                                           |      |  |
| 33 | 7月8日                       | ナオト・インティライミ、NEWS、パスピエ                                                                              | 橋本マナミ                                                                                         |      |  |
| 34 | 7月15日 （23:35 - 翌0:03）   | E-girls | 加藤綾子                                                                                           |      |  |
| （7月22日は『うれしたのし大好き2016〜真夏のドリカムフェス〜』のため休止） |                              | | |      |  |
| 35 | 7月29日                      | HY+BIGMAMA、吉川晃司、キュウソネコカミ                                                                              | おかずクラブ                                                                                       |      |  |
| （8月5日は『BRAVE HEARTS 海猿』のため休止） |                              | | |      |  |
| 36 | 8月12日                      | Sexy Zone、T.M.Revolution、東京スカパラダイスオーケストラ feat. Ken Yokoyama、 西野カナ、ハナレグミ、ファンキー加藤 | |      |  |
| （8月19日は『リオ五輪 バドミントン女子シングルス決勝・3位決定戦男子ダブルス決勝』のため休止） （8月26日は『桑田佳祐「偉大なる歌謡曲に感謝 〜東京の唄〜」』〈WOWOW制作〉のため休止） （9月2日は『リオ2016パラリンピック開幕直前SP～マツコが全力応援宣言!みんな凄いじ…』のため休止） |                              | | |      |  |
| 37 | 9月9日                       | クリープハイプ、Crystal Kay、東京スカパラダイスオーケストラ feat. Ken Yokoyama、oyama                               | 広瀬すず、山﨑賢人                                                                                 |      |  |
| （9月16日は『全力!脱力タイムズ』1時間SPのため休止） |                              | | |      |  |
| 38 | 9月23日                      | EXILE THE SECOND、JUJU、森山直太朗                                                                                  | 森山直太朗                                                                                         |      |  |
| 39 | 9月30日                      | 宇多田ヒカル | クリス・ペプラー、コムアイ(水曜日のカンパネラ)、ハナレグミ、長澤まさみ                             |      |  |
| 40 | 10月7日                      | 桐谷健太、SEKAI NO OWARI、WHITE ASH                                                                                 | 田辺誠一                                                                                           |      |  |
| 41 | 10月14日                     | Aqua Timez、THE YELLOW MONKEY、フレデリック、04 Limited Sazabys                                                     | 倉科カナ                                                                                           |      |  |
| 42 | 10月21日                     | アンジュルム、秦基博                                                                                                | 内村光良（ウッチャンナンチャン）、清野菜名                                                         |      |  |
| （10月28日は『金曜プレミアム』拡大・『週末はウマでしょ!』繰り下げによる特別編成のため休止） |                              | | |      |  |
| 43 | 11月4日                      | 超特急、中島美嘉、山本彩、松任谷由実                                                                                | 小泉孝太郎                                                                                         |      |  |
| 44 | 11月11日                     | Da-iCE | プレミアムトークSP                                                                                 |      |  |
| 45 | 11月18日                     | 上白石萌音、back number、RIZE                                                                                       | 福士蒼汰                                                                                           |      |  |
| 46 | 11月25日                     | GACKT、さかいゆう、GENERATIONS from EXILE TRIBE、高橋優                                                             | 大塚寧々                                                                                           |      |  |
| 47 | 12月2日                      | 『2016 FNS歌謡祭』直前SP                                                                                            | 『2016 FNS歌謡祭』直前SP                                                                           |      |  |
| （12月9日 - 12月30日は年末編成のため休止） |                              | | |      |  |

| 2017年 | 2017年                     | 2017年                                                                                                 | 2017年 |
| 回数 | 放送日                     | 出演アーティスト                                                                                       | ゲスト |
| --- | -------------------------- | --- | --- |
| （1月6日は『もろもろのハナシ』のため休止） |                            | | |
| 48 | 1月13日                    | back number SP                                                                                         | back number SP                                                                                                  |
| 49 | 1月20日                    | プレミアムトークSP                                                                                     | プレミアムトークSP                                                                                              |
| （1月27日は『全力!脱力タイムズ』1時間SPのため休止） |                            | | |
| 50 | 2月3日                     | 鬼束ちひろ、KREVA、BLUE ENCOUNT                                                                        | 小日向文世 |
| 51 | 2月10日                    | 斉藤和義、SOLIDEMO、DANCE EARTH PARTY                                                                  | 滝藤賢一 |
| 52 | 2月17日                    | 水曜日のカンパネラ、AAA、LiSA                                                                          | 水曜日のカンパネラ                                                                                              |
| 53 | 2月24日                    | Kis-My-Ft2、平井堅                                                                                     | 中村アン、加藤諒                                                                                                |
| （3月3日は『アルガルベカップ2017 なでしこジャパン×アイスランド代表』のため休止）                                                                                     |                            | | |
| 54 | 3月10日                    | 東京スカパラダイスオーケストラ、尾崎世界観（クリープハイプ）、さかなクン、TAKUMA（10-FEET）            | さかなクン |
| 55 （1時間SP） | 3月17日 （23:30 - 翌0:28） | 大原櫻子、鬼束ちひろ、Cocco、flumpool、ぼくのりりっくのぼうよみ                                        | ダチョウ倶楽部、Cocco、鬼束ちひろ                                                                               |
| （3月24日・3月31日は改編期編成のため休止） |                            | | |
| 56 （1時間SP） | 4月7日 （23:00 - 23:58）   | サカナクション、さだまさし、谷村新司、乃木坂46、miwa                                                   | 松重豊 |
| 57 | 4月17日 （0:55 - 1:50）    | 長渕剛                                                                                                 | 長渕剛 |
| 58 | 4月24日                    | 小沢健二                                                                                               | cero、BOSE（スチャダラパー）、山内総一郎（フジファブリック）、二階堂ふみ、三谷幸喜                              |
| 59 | 5月1日                     | クリープハイプ、chay、竹原ピストル                                                                     | 道重さゆみ、竹原ピストル                                                                                        |
| 60 | 5月8日                     | 竹中直人、藤原さくら、ショーン・メンデス                                                               | 竹中直人、松重豊                                                                                                |
| 61 | 5月15日                    | BLUE ENCOUNT、クリープハイプ、西野カナ、Ms.OOJA                                                        | |
| 62 | 5月22日                    | 森高千里                                                                                               | 森高千里 |
| 63 | 5月29日                    | ウルフルズ                                                                                             | ウルフルズ |
| 64 | 6月5日                     | Kis-My-Ft2、サンボマスター、平井堅                                                                     | サンボマスター、平井堅                                                                                          |
| 65 | 6月12日                    | 月に吠える。、スチャダラパー、EGO-WRAPPIN'                                                             | 髙嶋政宏、大森南朋、塚本史朗                                                                                    |
| 66 | 6月19日                    | 9mm Parabellum Bullet、TETSUYA、忘れらんねえよ                                                         | 大沢たかお、秦基博、菅田将暉                                                                                    |
| 67 | 6月26日                    | Cocco                                                                                                  | KenKen、TAKUMA（10-FEET）、山口一郎（サカナクション）、サンボマスター、谷中敦（東京スカパラダイスオーケストラ） |
| 68 | 7月3日                     | KEYTALK、ぼくのりりっくのぼうよみ                                                                      | 岩尾望（フットボールアワー）、高橋茂雄（サバンナ）                                                              |
| 69 | 7月10日                    | Anly、GENERATIONS from EXILE TRIBE                                                                     | ディーン・フジオカ                                                                                              |
| 70 | 7月17日                    | コレサワ、never young beach、ビッケブランカ                                                            | 真珠・野沢オークライヤー、那須川天心、野沢直子                                                                  |
| 71 | 7月24日                    | 電気グルーヴ                                                                                           | 伊集院光、小室哲哉、スチャダラパー、Perfume                                                                     |
| 72 | 7月31日                    | E-girls、上白石萌音、高橋優、土岐麻子、V6                                                              | 加藤綾子 |
| 73 | 8月7日                     | 赤い公園、OKAMOTO'S、KANA-BOON、氣志團、CHAI、NakamuraEmi、フレデリック、夜の本気ダンス                | |
| 74 | 8月14日                    | Anly、KEYTALK、KICK THE CAN CREW、キュウソネコカミ、04 Limited Sazabys、Mrs. GREEN APPLE、yonige、RIZE | |
| 75 | 8月21日                    | 星野源、never young beach、                                                                            | 星野源 |
| 76 | 8月28日                    | ムッシュかまやつ伝説                                                                                   | ムッシュかまやつ伝説                                                                                            |
| 77 | 9月4日                     | Anly、KEYTALK、KICK THE CAN CREW、キュウソネコカミ、04 Limited Sazabys、RIZE                           | |
| 78 | 9月11日                    | OKAMOTO'S、KANA-BOON、氣志團、フレデリック、夜の本気ダンス                                             | |
| 79 | 9月18日                    | DREAMS COME TRUE                                                                                       | |
| （9月25日・10月2日は改編期編成のため休止） |                            | | |
| 80 | 10月9日                    | 大森靖子、銀杏BOYZ、ザ・クロマニヨンズ                                                                 | 銀杏BOYZ |
| 81 | 10月16日                   | DREAMS COME TRUE                                                                                       | 水野良樹（いきものがかり）、吉田羊                                                                              |
| 82 | 10月23日                   | THE ORAL CIGARETTES、SHISHAMO、Czecho No Republic×SKY-HI                                               | 新垣結衣、瑛太                                                                                                  |
| 83 | 10月30日                   | あいみょん、SPYAIR、真心ブラザーズ                                                                     | 新垣結衣、瑛太                                                                                                  |
| 84 | 11月6日                    | ザ・クロマニヨンズ、湯木慧                                                                             | MIYAVI |
| 85 | 11月13日                   | 特別編                                                                                                 | 特別編 |
| 86 | 11月20日                   | 銀杏BOYZ                                                                                               | 丸山隆平・安田章大（いずれも関ジャニ∞）                                                                         |
| 87 | 11月27日                   | 東方神起                                                                                               | 東方神起 |
| 88 | 12月4日                    | 東京スカパラダイスオーケストラ feat. 斎藤宏介、UNISON SQUARE GARDEN                                    | 加藤綾子 |
| 89 | 12月11日                   | 上田竜也（KAT-TUN)、EXILE TAKAHIRO、SiM、LUNA SEA                                                      | 藤原ヒロシ、山口一郎（サカナクション）、椎名林檎                                                                |
| 90 | 12月18日                   | edda、Saucy Dog、マカロニえんぴつ、緑黄色社会、Rei                                                     | |
| （12月25日は『スポーツLIFE HERO'S』（30分繰り下げ、24日23:45 - 25日1:00）および『明石家サンタの史上最大のクリスマスプレゼントショー2017』〈1:00 - 3:00〉のため休止） |                            | | |

| 2018年                                   | 2018年   | 2018年 | 2018年                                                           |
| 回数                                     | 放送日   | 出演アーティスト | ゲスト                                                           |
| ---------------------------------------- | -------- | --- | ---------------------------------------------------------------- |
| （1月1日・1月8日は年始編成のため休止）   |          | |                                                                  |
| 91                                       | 1月15日  | ORIGINAL LOVE、KANA-BOON、ゲスの極み乙女、コレサワ、NEWS、ももいろクローバーZ | 丸山隆平・安田章大（いずれも関ジャニ∞）、平井堅、東方神起        |
| 92                                       | 1月22日  | KEYTALK、NEWS、WANIMA | NEWS                                                             |
| 93                                       | 1月29日  | 打首獄門同好会、ゲスの極み乙女。、WANIMA | トレンディエンジェル、防弾少年団                                 |
| 94                                       | 2月5日   | 浅井健一&THE INTERCHANGE KILLS、田島貴男&長岡亮介、Mrs. GREEN APPLE | 清水ミチコ                                                       |
| 95                                       | 2月12日  | ORIGINAL LOVE presents「Love Jam vol.3」 （ORIGINAL LOVE、斉藤和義、never young beach、Yogee New Waves） |                                                                  |
| 96                                       | 2月19日  | ORIGINAL LOVE presents「Love Jam vol.3」 （ORIGINAL LOVE、斉藤和義、never young beach、Yogee New Waves） | 夏菜                                                             |
| 97                                       | 2月26日  | 雨のパレード、東京スカパラダイスオーケストラ feat.峯田和伸、BUCK-TICK | 椿鬼奴                                                           |
| 98                                       | 3月5日   | m-flo、DISH//、スキマスイッチ | DISH//                                                           |
| 99                                       | 3月12日  | シシド・カフカ、04 Limited Sazabys、斉藤和義 | やついいちろう                                                   |
| 100                                      | 3月19日  | BLUE ENCOUNT、Yogee New Waves | 川谷絵音、小籔千豊                                               |
| 101                                      | 3月26日  | Dizzy Sunfist、Tempalay、MONO NO AWARE、羊文学、PELICAN FANCLUB、The Wisely Brothers |                                                                  |
| （4月2日・4月9日は改編期編成のため休止） |          | |                                                                  |
| SP                                       | 4月6日   | さだまさし、谷村新司、乃木坂46、ゆず | さだまさし、谷村新司、乃木坂46、ゆず                             |
| 102                                      | 4月16日  | MAN WITH A MISSION、MONDO GROSSO ft.アイナ・ジ・エンド（BiSH）、Creepy Nuts | MAN WITH A MISSION                                               |
| 103                                      | 4月23日  | カネコアヤノ、THE BAWDIES、Bentham | 津田大介                                                         |
| 104                                      | 4月30日  | キュウソネコカミ、女王蜂 | カンニング竹山                                                   |
| 105                                      | 5月7日   | ENDRECHERI、CHAI、Lucie,Too | リリー・フランキー                                               |
| 106                                      | 5月14日  | cero、石崎ひゅーい、フレンズ | リリー・フランキー                                               |
| 107                                      | 5月21日  | 大橋ちっぽけ、The BONEZ、MOROHA | 生田斗真                                                         |
| 108                                      | 5月28日  | aiko、KANA-BOON、JUN SKY WALKER(S) | aiko、大倉孝二                                                   |
| 109                                      | 6月4日   | the telephones、VIVA LA ROCK ANTHEMS&谷口鮪（KANA-BOON）、レキシ | the telephones、VIVA LA ROCK ANTHEMS&谷口鮪（KANA-BOON）、レキシ |
| 110                                      | 6月11日  | SHISHAMO | SHISHAMO                                                         |
| 111                                      | 6月18日  | King Gnu、THE ORAL CIGARETTES | ジェジュン                                                       |
| 112                                      | 6月25日  | 東京スカパラダイスオーケストラ | 東京スカパラダイスオーケストラ                                   |
| 113                                      | 7月2日   | 水曜日のカンパネラ、SUPER BEAVER | 横山健、難波章浩                                                 |
| 114                                      | 7月9日   | LOVE MUSIC FESTIVAL 2018 （ACIDMAN、KANA-BOON、ストレイテナー、Dizzy Sunfist、CHAI、04 Limited Sazabys） |                                                                  |
| 115                                      | 7月16日  | LOVE MUSIC FESTIVAL 2018 （あいみょん、キュウソネコカミ、女王蜂、怒髪天、Dragon Ash、BiSH、BLUE ENCOUNT） |                                                                  |
| 116                                      | 7月23日  | 大森靖子 |                                                                  |
| 117                                      | 7月30日  | LOVE MUSIC FESTIVAL 2018 （あいみょん、KANA-BOON、キュウソネコカミ、CHAI、Dizzy Sunfist、Dragon Ash、 BiSH、04 Limited Sazabys、BLUE ENCOUNT）                                                                                               |                                                                  |
| 118                                      | 8月6日   | 未公開LIVE （Creepy Nuts、GLIM SPANKY、K、The BONEZ、JUN SKY WALKER(S)、 東京スカパラダイスオーケストラ） |                                                                  |
| 119                                      | 8月13日  | Come music LIVE SPECIAL vol.3 （Amelie、踊Foot Works、キイチビール&ザ・ホーリーティッツ、TENDOUJI、FINLANDS、Layne） |                                                                  |
| 120                                      | 8月20日  | 竹内アンナ、DA PUMP、平井大、Mrs. GREEN APPLE | ISSA（DA PUMP）                                                  |
| 121                                      | 8月27日  | androp、Lenny code fiction | KREVA                                                            |
| 122                                      | 9月3日   | チームしゃちほこ×RADIO FISH、ゲスの極み乙女。、真心ブラザーズ | オリエンタルラジオ                                               |
| 123                                      | 9月10日  | ザ・クロマニヨンズ、sumika | ゴールデンボンバー                                               |
| 124                                      | 9月17日  | 三宅弘城、皆川猿時、東京スカパラダイスオーケストラ feat.甲本ヒロト、NEWS、 MAN WITH A MISSION、ROTTENGRAFFTY | 三宅弘城、皆川猿時                                               |
| 125                                      | 9月24日  | レキシ、ザ・クロマニヨンズ、sumika | レキシ                                                           |
| 126                                      | 10月1日  | 金子ノブアキ × SKY-HI、The Birthday、東京スカパラダイスオーケストラ | 森崎ウィン                                                       |
| 127                                      | 10月8日  | アイナ・ジ・エンド（BiSH）、セントチヒロ・チッチ（BiSH）、04 Limited Sazabys、リーガルリリー | 千鳥                                                             |
| 128                                      | 10月15日 | KYONO、BIGMAMA、平井堅、降谷建志 | 市原隼人                                                         |
| 129                                      | 10月22日 | BLACKPINK、四星球、モーニング娘。'18 | 高梨臨、BLACKPINK                                                |
| 130                                      | 10月29日 | 名曲名演アーカイブス（総集編） （あいみょん、吉川晃司、ゲスの極み乙女。、サカナクション、柴咲コウ feat.秦基博、 水曜日のカンパネラ、CHAI、西野カナ、back number、星野源、三浦大知）                                                          |                                                                  |
| 131                                      | 11月5日  | King & Prince、コブクロ、ストレイテナー | りゅうちぇる                                                     |
| 132                                      | 11月12日 | TOKYO CALLING 2018 （オメでたい頭でなにより、ココロオークション、四星球、DJライブキッズあるある中の人、 ドラマチックアラスカ、バックドロップシンデレラ、パノラマパナマタウン、Have a Nice Day!、 ビレッジマンズストア、POT、忘れらんねえよ） |                                                                  |
| 133                                      | 11月19日 | BiS1st、ONE N' ONLY | あいみょん                                                       |
| 134                                      | 11月26日 | 西野カナ、SUPER BEAVER、HEY-SMITH | 西野カナ                                                         |
| 135                                      | 12月3日  | コブクロ、松室政哉 |                                                                  |
| 136                                      | 12月10日 | 『2018 FNS歌謡祭』直前SP |                                                                  |
| 137                                      | 12月17日 | King Gnu、BLUE ENCOUNT、LAMP IN TERREN | 山下智久                                                         |
| 138                                      | 12月24日 | あいみょん | やついいちろう、アイクぬわら（超新塾）、シャウラ                 |

| 2019年 | 2019年   | 2019年 | 2019年 |
| 回数 | 放送日   | 出演アーティスト | ゲスト |
| --- | -------- | --- | --- |
| 139 | 1月7日   | 名曲名演アーカイブス（総集編） | |
| （1月14日は『46th NEW YEARS WORLD ROCK FESTIVAL』〈1:00 - 4:00〉編成に伴う『白昼夢』55分繰り上げのため休止）                                                                                        |          | | |
| 140 | 1月21日  | BLACKPINK | |
| 141 | 1月28日  | ヤバイTシャツ屋さん、FOMARE、清春（SADS）、HEY-SMITH、 TOSHI-LOW（OVERGROUND ACOUSTIC UNDERGROUND）、Dragon Ash、10-FEET、ROTTENGRAFFTY | |
| 142 | 2月4日   | 岡崎体育、OKAMOTO'S、THE RAMPAGE from EXILE TRIBE | 岡崎体育 |
| 143 | 2月11日  | Kis-My-Ft2、日食なつこ、マカロニえんぴつ | 藤ヶ谷太輔、宮田俊哉（いずれもKis-My-Ft2）                                                                     |
| 144 | 2月18日  | 杏沙子、CHAI、フレデリック | 又吉直樹（ピース）                                                                                             |
| 145 | 2月25日  | 降谷建志、RIZE、東京スカパラダイスオーケストラ feat. 斎藤宏介 | 又吉直樹（ピース）                                                                                             |
| 146 | 3月4日   | EMPiRE、ORIGINAL LOVE、WANIMA | はなわ |
| 147 | 3月11日  | 石崎ひゅーい、打首獄門同好会、THE ORAL CIGARETTES、パノラマパナマタウン | 石崎ひゅーい                                                                                                   |
| 148 | 3月18日  | 大森靖子 feat. 道重さゆみ、SILENT SIREN、sumika | 霜降り明星 |
| 149 | 3月25日  | back number、J☆Dee'Z、NakamuraEmi | back number |
| （4月1日は『千鳥の新聞沙汰になりました』のため休止） |          | | |
| 150 | 4月8日   | 家入レオ、上白石萌音、渡辺美優紀 | 鈴木伸之 |
| 151 | 4月15日  | THE YELLOW MONKEY | THE YELLOW MONKEY                                                                                              |
| 152 | 4月21日  | 密着!森高千里21年ぶりの全国ツアー この街SP | 密着!森高千里21年ぶりの全国ツアー この街SP                                                                     |
| 153 | 4月29日  | 感覚ピエロ、go!go!vanillas、SHISHAMO | 平成ノブシコブシ                                                                                               |
| 154 | 5月6日   | SODA!、東京スカパラダイスオーケストラ、ドレスコーズ | SODA! |
| 155 | 5月13日  | NAMBA69、PassCode | |
| 156 | 5月20日  | TH eROCKERS、Official髭男dism、SEVNTEEN | 陣内孝則 |
| 157 | 5月27日  | [ALEXANDROS]、小さな恋のうた、BALLISTIK BOYZ from EXILE TRIBE、MOROHA | ハルレオ |
| 158 | 6月3日   | aiko、V6 | aiko |
| （6月10日は放送機器メンテナンスのため休止） |          | | |
| 159 | 6月17日  | [ALEXANDROS]、大森靖子、Superfly、MAN WITH A MISSION | 武田真治 |
| 160 | 6月24日  | Love music 名曲名演アーカイブス シンガーソングライター編（総集編） | Love music 名曲名演アーカイブス シンガーソングライター編（総集編）                                             |
| 161 | 7月1日   | | 徳井健太（平成ノブシコブシ）、宮田俊哉（Kis-My-Ft2）、やついいちろう                                           |
| 162 | 7月8日   | VIVA LA ROCK 2019 | VIVA LA ROCK 2019                                                                                              |
| 163 | 7月15日  | SEVENTEEN | SEVENTEEN |
| 164 | 7月22日  | LOVE MUSIC FESTIVAL 2019 （感覚ピエロ、GLIM SPANKY、DJやついいちろう、ハンブレッダーズ、夜の本気ダンス | |
| 165 | 7月29日  | LOVE MUSIC FESTIVAL 2019 （KEYTALK、the telephones、SHISHAMO、SiM、SHANK、四星球、HEY-SMITH | |
| 166 | 8月5日   | 木村カエラ、ザ・コインロッカーズ、湯木慧 | 三浦春馬 |
| 167 | 8月12日  | LOVE MUSIC FESTIVAL 2019 （キュウソネコカミ、THE ORAL CIGARETTES、SUPER BEAVER、DJライブキッズあるある中の人、 04 Limited Sazabys、フレンズ、MY FIRST STORY、ROTTENGRAFFTY） | |
| 168 | 8月19日  | LOVE MUSIC FESTIVAL 2019 （Dizzy Sunfist、東京スカパラダイスオーケストラ、BiSH、BLUE ENCOUNT、yonige） | |
| 169 | 8月26日  | 清春、ナオト・インティライミ、フジファブリック | 山口一郎（サカナクション）                                                                                     |
| 170 | 9月2日   | 佐藤千亜妃、竹原ピストル、Poppin'Party×SILENT SIREN | 風間俊介、森本慎太郎（SixTONES）                                                                               |
| 171 | 9月9日   | OVERGROUND ACOUSTIC UNDERGROUND、coldrain、04 Limited Sazabys | TOSHI-LOW、MARTIN（いずれもOVERGROUND ACOUSTIC UNDERGROUND）                                                   |
| 172 | 9月16日  | MY FIRST STORYスペシャル | MY FIRST STORYスペシャル                                                                                       |
| 173 | 9月23日  | 真心ブラザーズ、オメでたい頭でなにより、マカロニえんぴつ | 真心ブラザーズ                                                                                                 |
| 174 | 9月30日  | IZ*ONE、あいみょん、Saucy Dog | 池田美優 |
| 175 | 10月7日  | JUNE ROCK FESTIVAL 2019 （打首獄門同好会、大森靖子、オメでたい頭でなにより、キュウソネコカミ、Creepy Nuts、SIX LOUNGE、 四星球、超能力戦士ドリアン、TENDOUJI、DJダイノジ、DJライブキッズあるある中の人、ニガミ17才、ネクライトーキー、 花団、バックドロップシンデレラ、ビレッジマンズストア、魔法少女になり隊、ヤングオオハラ、忘れらんねえよ） | |
| 176 | 10月14日 | 名曲名演アーカイブス（総集編） | |
| 177 | 10月21日 | カネコアヤノ、ザ・クロマニヨンズ、ジャニーズWEST | 古市憲寿 |
| 178 | 10月28日 | WANIMA、UNISON SQUARE GARDEN | WANIMA |
| 179 | 11月4日  | BiSH、SHISHAMO、MONO NO AWARE | BiSH |
| 180 | 11月11日 | ストレイテナー、SixTONES、Have a Nice Day! | 間宮祥太朗、桜井日奈子                                                                                         |
| 181 | 11月18日 | GANG PARADE、安田レイ | チョコレートプラネット                                                                                         |
| 182 | 11月25日 | 東京スカパラダイスオーケストラ | 東京スカパラダイスオーケストラ、尾崎世界観（クリープパイプ）、MAH（SiM）、鈴木健太郎（REDLINE主催者）          |
| 183 | 12月2日  | フジファブリック、Yogee New Waves | フジファブリック                                                                                               |
| 184 | 12月9日  | UVERworld、Fear, and Loathing in Las Vegas | UVERworld |
| 185 | 12月16日 | バカリズムと、鈴木愛理、ReN | フジファブリズム                                                                                               |
| 186 | 12月23日 | Love music AWARD 2019 | アントニー（マテンロウ）、佐久間大介（Snow Man）、たかし（トレンディエンジェル）、やついいちろう、Sundayカミデ |
| （12月30日は『FNNニュース』〈0:30 - 0:40〉・『こたつDE嵐』〈0:40 - 0:50〉・『アロハ・ソムリエ』〈0:50 - 1:20〉・『騎手 藤田菜七子 22歳のホンネ デビューから4年間に密着』〈1:20 - 2:20〉のため休止） |          | | |

| 2020年 | 2020年   | 2020年 | 2020年                                                         |
| 回数 | 放送日   | 出演アーティスト | ゲスト                                                         |
| --- | -------- | --- | -------------------------------------------------------------- |
| （1月7日は『S-PARK』〈0:00 - 1:15、通常より45分繰り下げ〉・『絶対!見たくな〜るTV』〈1:15 - 1:25〉のため休止）                                                       |          | |                                                                |
| 187 | 1月13日  | 新春!プロモーション大会!!前編 （上原りさ、COLOR CREATION、上々軍団、超特急、TOMORROW X TOGETHER（VTR出演） 仲村宗悟、Non Stop Rabbit、花団、BAND-MAID、FES☆TIVE、m@e、吉本坂46）                                                                                               |                                                                |
| 188 | 1月20日  | 新春！プロモーション大会!!後編 （Kamin、CUBERS、TFG、超能力戦士ドリアン、つぼみ大革命、 虹のコンキスタドール、BOYS AND MEN、ポスト・マローン、まるりとりゅうが、むぎ (猫)、横浜銀蝿40th（VTR出演）、WARPs（VTR出演）                                                           | SixTONES、Snow Man                                             |
| 189 | 1月27日  | SUPER JUNIOR | パンサー                                                       |
| 190 | 2月3日   | TV史上初!?ハロプロ総勢58名全員集合!禁断のランキング発表 | TV史上初!?ハロプロ総勢58名全員集合!禁断のランキング発表        |
| 191 | 2月10日  | King Gnu | King Gnu                                                       |
| 192 | 2月17日  | キュウソネコカミ、tricot、忘れらんねえよ | キュウソネコカミ                                               |
| 193 | 2月24日  | TOMORROW X TOGETHER、ハンブレッダーズ、BiS | 渡辺淳之介                                                     |
| 194 | 3月2日   | 特別編 REDLINE 大特集 |                                                                |
| 195 | 3月9日   | 氣志團、コレサワ、Funky Galaxy | 氣志團                                                         |
| 196 | 3月16日  | aiko |                                                                |
| 197 | 3月23日  | Kis-My-Ft2、Stray Kids、ROTTENGRAFFTY | EXIT                                                           |
| 198 | 3月30日  | 特別編 WE LOVE MUSIC | 特別編 WE LOVE MUSIC                                           |
| 199 | 4月6日   | SiM、東京スカパラダイスオーケストラ | SiM                                                            |
| 200 | 4月13日  | スチャダラパー、かりゆし58、マカロニエンピツ | スチャダラパー                                                 |
| 201 | 4月20日  | ニガミ17才、GENERATIONS from EXILE TRIBE、MOSHIMO | ニガミ17才                                                     |
| 202 | 4月27日  | 緊急企画 特別編 WE LOVE MUSIC | 緊急企画 特別編 WE LOVE MUSIC                                  |
| 203 | 5月4日   | 緊急企画 特別編 WE LOVE MUSIC | 緊急企画 特別編 WE LOVE MUSIC                                  |
| 204 | 5月11日  | 緊急企画 特別編 WE LOVE MUSIC | 緊急企画 特別編 WE LOVE MUSIC                                  |
| 205 | 5月18日  | 緊急企画 特別編 WE LOVE MUSIC | 緊急企画 特別編 WE LOVE MUSIC                                  |
| 206 | 5月25日  | 緊急企画 特別編 WE LOVE MUSIC | 緊急企画 特別編 WE LOVE MUSIC                                  |
| 207 | 6月1日   | 緊急企画 特別編 WE LOVE MUSIC | 緊急企画 特別編 WE LOVE MUSIC                                  |
| 208 | 6月8日   | ACIDMAN、go!go!vanillas、THE ORAL CIGARETTES |                                                                |
| 209 | 6月15日  | サニーデイ・サービス |                                                                |
| 210 | 6月22日  | 蒼井翔太、CANDY GO!GO!、豆柴の大群 | 蒼井翔太                                                       |
| 211 | 6月29日  | iri、WONK、Karin. | 志尊淳                                                         |
| 212 | 7月6日   | SHE'S、TK from 凛として時雨、とけた電球 | 岩井勇気（ハライチ）、佐久間大介（Snow Man）、向清太朗（天津） |
| 213 | 7月13日  | SUPER BEAVER、G-FREAK FACTORY、ヒグチアイ | SUPER BEAVER                                                   |
| 214 | 7月20日  | the telephones | 鹿野淳                                                         |
| 215 | 7月27日  | BTS | 鹿野淳                                                         |
| 216 | 8月3日   | MAN WITH A MISSION、赤い公園、緑黄色社会 | MAN WITH A MISSION、谷中敦（東京スカパラダイスオーケストラ）   |
| 217 | 8月10日  | MY FIRST STORY、NAMBA69、BiSH | MY FIRST STORY                                                 |
| 218 | 8月17日  | キタニタツヤ、TOMORROW X TOGETHER、ビッケブランカ | 山口智充（DonDokoDon）                                         |
| 219 | 8月24日  | CHIHIRO | 相葉雅紀（嵐）                                                 |
| 220 | 8月31日  | 小山田壮平、安藤裕子、BLUE ENCOUNT | 小山田壮平、やついいちろう                                     |
| 221 | 9月7日   | 総勢27組!「ビバラ！オンライン 2020」特集PART1 （赤い公園、秋山黄色、Awesome City Club、大森靖子、KEYTALK、Saucy Dog、 スガシカオ、東京スカパラダイスオーケストラ、ニガミ17才、ネクライトーキー、Novelbright FAB!!〜Frederic Acoustic Band〜、フレンズ、マカロニえんぴつ）      |                                                                |
| 222 | 9月14日  | 総勢27組！「ビバラ！オンライン 2020」特集PART2 （大木伸夫〈ACIDMAN〉、Creepy Nuts、GEZAN、the telephones、the band apart、田島貴男（ORIGINAL LOVE）、 Dizzy Sunfist、teto、Dragon Ash、バックドロップシンデレラ、BLUE ENCOUNT、 LOW IQ 01 & THE RHYTHM MAKERS、ROTTENGRAFFTY） |                                                                |
| 223 | 9月21日  | Creepy Nuts、サンボマスター、Novelbright | Creepy Nuts                                                    |
| 224 | 9月28日  | 君島大空、フィロソフィーのダンス、UNISON SQUARE GARDEN | 大谷ノブ彦（ダイノジ）                                         |
| 225 | 10月5日  | あいみょん | あいみょん、小沢健二                                           |
| （10月12日は『R-1ぐらんぷり2020優勝者特番 野田クリスタルの芸能界生き残りクエスト〜憧れのアッコさんにゲーム作りました〜』〈関西テレビ制作、0:30 - 1:30〉のため休止） |          | |                                                                |
| 226 | 10月19日 | 銀杏BOYZ、Hakubi | 銀杏BOYZ                                                       |
| 227 | 10月26日 | back number、aiko | back number                                                    |
| 228 | 11月2日  | 矢井田瞳、KYONO、THE BACK HORN | 矢井田瞳                                                       |
| 229 | 11月9日  | マカロニえんぴつ、IZ*ONE、eill、クレナズム | マカロニえんぴつ                                               |
| 230 | 11月16日 | ビッケブランカ VS 岡崎体育、Rin音、オレンジスパイニクラブ | ビッケブランカ VS 岡崎体育、Rin音                              |
| 231 | 11月23日 | 打首獄門同好会、ザ・クロマニヨンズ、Stray Kids、ニガミ17才 | 打首獄門同好会                                                 |
| 232 | 11月30日 | 鈴木瑛美子、D.Y.T | 相葉雅紀（嵐）、NiziU                                          |
| 233 | 12月7日  | NiziU、THE ALFEE | 相葉雅紀（嵐）、NiziU                                          |
| 234 | 12月14日 | OVERGROUND ACOUSTIC UNDERGROUND、しなの椰惠、FOMARE | MAH（SiM）、Masato（coldrain）、猪狩秀平（HEY-SMITH）          |
| 235 | 12月21日 | モーニング娘。'20、眉村ちあき、吉澤嘉代子 | モーニング娘。'20                                              |
| （12月28日は『S-PARK』〈前日23:30 - 0:45、通常より15分繰り下げ〉・『ワンピースバラエティ 海賊王におれはなるTV』〈0:45 - 1:45〉のため休止）                          |          | |                                                                |

| 2021年 | 2021年   | 2021年 | 2021年                                                                               |
| 回数 | 放送日   | 出演アーティスト                                                                                              | ゲスト                                                                               |
| --- | -------- | --- | ------------------------------------------------------------------------------------ |
| （1月4日は『FNNニュース』〈0:25 - 0:35〉・『ラスボスさぁぁぁん!』〈0:35 - 2:35〉のため休止）                                                             |          | |                                                                                      |
| 236 | 1月11日  | Love music 激動の2020年 一挙振り返りSP                                                                        | やついいちろう、大谷ノブ彦（ダイノジ）、アイクぬわら（超新塾）、シャウラ             |
| 237 | 1月18日  | Love music 激動の2020年 一挙振り返りSP                                                                        | やついいちろう、大谷ノブ彦（ダイノジ）、アイクぬわら（超新塾）、シャウラ             |
| 238 | 1月25日  | ずっと真夜中でいいのに。、YOASOBI、ヨルシカ                                                                   | 岡田将生、志尊淳                                                                     |
| 239 | 2月1日   | (sic)boy |                                                                                      |
| 240 | 2月8日   | SUPER BEAVER、MAN WITH A MISSION、凛として時雨                                                                | TK（凛として時雨）、Jean-Ken Johnny（MAN WITH A MISSION）、渋谷龍太（SUPER BEAVER）  |
| 241 | 2月15日  | SEKAI NO OWARI、アイナ・ジ・エンド                                                                            | SEKAI NO OWARI                                                                       |
| 242 | 2月22日  | YENMA、キュウソネコカミ、四星球                                                                               | ヤバイTシャツ屋さん                                                                  |
| 243 | 3月1日   | ATEEZ、SHE'S、ファーストサマーウイカ                                                                          | sumika                                                                               |
| 244 | 3月8日   | aiko、東京スカパラダイス オーケストラ feat.川上洋平、ひかりのなかに                                           | aiko、KAN                                                                            |
| 245 | 3月15日  | Awesome City Club、クボタカイ、竹内アンナ、FIVE NEW OLD                                                       | 柴那典、小出祐介（Base Ball Bear）、やついいちろう                                   |
| 246 | 3月22日  | 宮川愛李 | GEN（04 Limited Sazabys）、山中拓也（THE ORAL CIGARETTES）、田邊駿一（BLUE ENCOUNT） |
| （3月29日は『全っっっっっ然知らない街を歩いてみたものの』〈0:30 - 1:00〉・『世界フィギュアスケート選手権2021 エキシビション』〈1:00 - 2:00〉のため休止） |          | |                                                                                      |
| 247 | 4月5日   | 名曲名演〜裏方スタッフが選ぶ渾身の1曲〜                                                                       | 名曲名演〜裏方スタッフが選ぶ渾身の1曲〜                                              |
| 248 | 4月12日  | go!go!vanillas、Cö shu Nie、コロナナモレモモ                                                                  | 笹島ササ                                                                             |
| 249 | 4月19日  | C&K、SEVENTEEN、BRADIO                                                                                        | スピードワゴン                                                                       |
| 250 | 4月26日  | 佐藤千亜妃、TENDOUJI feat.ROY（THE BAWDIES）、マカロニえんぴつ                                                | 佐藤千亜妃、又吉直樹（ピース）                                                       |
| 251 | 5月3日   | タケヤマカルメラ、DJ RYOW feat. AI, AK-69 & 般若、祭nine.                                                     | タケヤマカルメラ                                                                     |
| 252 | 5月10日  | Awesome City Club、キタニタツヤ、Cody・Lee (李)、小林私、浪漫革命                                             |                                                                                      |
| 253 | 5月17日  | インナージャーニー、東京スカパラダイスオーケストラ feat.ムロツヨシ、FAITH                                     | ムロツヨシ、東京スカパラダイスオーケストラ                                           |
| 254 | 5月24日  | EMPiRE、SIX LOUNGE、BiS                                                                                       | 渡辺淳之介、松隈ケンタ                                                               |
| 255 | 5月31日  | スチャとネバヤン、SOMETIME'S、sumika                                                                          | スチャとネバヤン                                                                     |
| 256 | 6月7日   | FUTURE FOUNDATION、MAN WITH A MISSION、ROTTENGRAFFTY                                                          | 宇垣美里                                                                             |
| （6月14日は『2021世界柔道選手権 男女混合団体戦』〈0:30 - 2:15〉のため休止）                                                                              |          | |                                                                                      |
| 257 | 6月21日  | Dragon Ash、Hakubi                                                                                            | Dragon Ash                                                                           |
| 258 | 6月28日  | GENERATIONS from EXILE TRIBE、ドレスコーズ、myeahns                                                           | ニューヨーク                                                                         |
| 259 | 7月5日   | THE ORAL CIGARETTES、SUPER BEAVER、ヒグチアイ                                                                 | THE ORAL CIGARETTES                                                                  |
| 260 | 7月12日  | HANDSIGN | 相葉雅紀、永島優美（フジテレビアナウンサー）                                         |
| 261 | 7月19日  | 大森靖子、アンジュルム、ZOC、東京初期衝動                                                                     | 大森靖子                                                                             |
| 262 | 7月26日  | VIVA LA ROCK 2021（KEYTALK、King Gnu、Saucy Dog、Dizzy Sunfist）                                              | 鹿野淳                                                                               |
| 263 | 8月2日   | VIVA LA ROCK 2021（アイナ・ジ・エンド、石原慎也〈Saucy Dog〉、MAH〈SiM〉）                                    | 鹿野淳                                                                               |
| 264 | 8月9日   | VIVA LA ROCK 2021（the telephones、SiM、SUPER BEAVER、04 Limited Sazabys）                                    | 鹿野淳                                                                               |
| （8月16日は『オダイバ!!超次元音楽祭 〜Z世代のスター大集合SP〜』のため休止）                                                                              |          | |                                                                                      |
| 265 | 8月23日  | -KARMA-、Saucy Dog、WANIMA                                                                                    | マヂカルラブリー                                                                     |
| 266 | 8月30日  | KIRINJI fest.Awich、キタニタツヤ、小林私                                                                      | KIRINJI、キタニタツヤ、小林私                                                        |
| 267 | 9月6日   | クレナズム、ジェニーハイ feat.ちゃんみな、NAMBA69、日食なつこ                                                 | ジェニーハイ                                                                         |
| 268 | 9月13日  | BLUE ENCOUNT、THE BAWDIES、MOSHIMO                                                                            | BLUE ENCOUNT                                                                         |
| 269 | 9月20日  | Creepy Nuts、Saucy Dog、マカロニえんぴつ、緑黄色社会（いずれもLOVE MUSIC フェスティバル 2021 DAY1として放送） |                                                                                      |
| 270 | 9月27日  | SUPER BEAVER、MAN WITH A MISSION、凛として時雨（いずれもLOVE MUSIC フェスティバル 2021 DAY2として放送）       |                                                                                      |
| 271 | 10月4日  | OKAMOTO'S、aiko、ザ・クロマニヨンズ                                                                           | OKAMOTO'S                                                                            |
| 272 | 10月11日 | ちゃんみな、iri、illiomote、Little Black Dress                                                                | ちゃんみな                                                                           |
| 273 | 10月18日 | 秦基博、ACIDMAN                                                                                               | 秦基博                                                                               |
| 274 | 10月25日 | SKY-HI×Takuya Yamanaka（THE ORAL CIGARETTES）、THE RAMPAGE from EXILE TRIBE、Stray Kids、Dios                 | SKY-HI×Takuya Yamanaka（THE ORAL CIGARETTES）                                        |
| 275 | 11月1日  | インナージャーニー、kobore、さとうもか、SUNNY CAR WASH、ハンブレッダーズ、プッシュプルポット                  |                                                                                      |
| 276 | 11月8日  | あいみょん | あいみょん                                                                           |
| 277 | 11月15日 | Love music 特別企画 裏方スタッフが選ぶ名曲・名演Ⅱ                                                             | Love music 特別企画 裏方スタッフが選ぶ名曲・名演Ⅱ                                    |
| 278 | 11月22日 | Base Ball Bear、ストレイテナー、NEWS、Lucky Kilimanjaro                                                       | Base Ball Bear                                                                       |
| 279 | 11月29日 | BE:FIRST | ロッチ                                                                               |
| 289 | 12月6日  | 東京スカパラダイスオーケストラ、花澤香菜                                                                      | ロッチ                                                                               |
| 290 | 12月13日 | SHE'S、sumika、黒子首                                                                                         | 佐久間宣行                                                                           |
| 291 | 12月20日 | ニューロティカ                                                                                                | マヂカルラブリー、宇垣美里、アイクぬわら（超新塾）、シャウラ                         |
| （12月27日は『S-PARK』〈0:00 - 1:15、通常より15分繰り下げ〉のため休止）                                                                                  |          | |                                                                                      |

| 2022年 | 2022年   | 2022年 | 2022年 |
| 回数 | 放送日   | 出演アーティスト | ゲスト |
| --- | -------- | --- | --- |
| （1月3日は『最高のミスマッチ＜サンデーMIDNIGHT＞』〈0:20 - 1:20〉・『突然ですが占ってもいいですか? 1月19日は2時間SP！』〈1:20 - 2:20〉のため休止）      |          | | |
| 292 | 1月10日  | LACCO TOWER 甘い暴力 Anna 円神 OCHA NORMA かずき山盛り CUBERS 肉球ポコポコ団 ファンタスティック☆パイセン 豆柴の大群 めいどいん! ロザリーナ ONE N' ONLY | |
| 293 | 1月17日  | マカロニえんぴつ、なきごと、WurtS | マカロニえんぴつ |
| 294 | 1月24日  | 緑黄色社会、崎山蒼志、SHANK | 緑黄色社会 |
| 295 | 1月31日  | LIVE FACTORY 2021（打首獄門同好会、氣志團、キュウソネコカミ、BiS）                                                                                     | |
| 296 | 2月7日   | 秋山璃月、a flood of circle | |
| 297 | 2月14日  | ザ・クロマニヨンズ、南無阿部陀仏、ニューロティカ | 小峠英二（バイきんぐ）                                                                                               |
| 298 | 2月21日  | ガガガSP、竹原ピストル、湯木慧 | 松居大悟 |
| 299 | 2月28日  | SCANDAL | SCANDAL |
| 300 | 3月7日   | あかせあかり、ビッケブランカ、M!LK | 狩野英孝 |
| 301 | 3月14日  | 祝20周年 森山直太朗 あなたは誰 | 祝20周年 森山直太朗 あなたは誰                                                                                       |
| 302 | 3月21日  | King Gnu | King Gnu |
| （3月28日は『なんかいみちゃうTV』のため休止） |          | | |
| 303 | 4月4日   | Cocco、SHISHAMO、ヒグチアイ、PLOT SCRAPS | Cocco |
| 304 | 4月11日  | メメタァ、山内総一郎、UNISON SQUARE GARDEN | ハラミちゃん |
| 305 | 4月18日  | 神はサイコロを振らない、キタニタツヤ、chilldspot、神使轟く、激情の如く。                                                                               | 西野七瀬 |
| 306 | 4月25日  | ORANGE RANGE、aiko、BMK | ORANGE RANGE |
| 307 | 5月2日   | レキシ×打首獄門同好会、Age Factory、LONGMAN | レキシ×打首獄門同好会                                                                                                |
| 308 | 5月9日   | Mr.Children、大橋ちっぽけ、go!go!vanillas、東京スカパラダイスオーケストラ VS. ALI                                                                      | スキマスイッチ、寺岡呼人、長濱ねる                                                                                   |
| 309 | 5月16日  | アンジュルム、ENHYPEN、BE:FIRST | オズワルド |
| 310 | 5月23日  | Omoinotake、ジェニーハイ、Dios、MAN WITH A MISSION | ジェニーハイ、MAN WITH A MISSION                                                                                     |
| 311 | 5月30日  | STU48、JO1、BALLISTIK BOYZ from EXILE TRIBE | お見送り芸人しんいち、ZAZY                                                                                           |
| 312 | 6月6日   | SixTONES、SEVENTEEN、向井太一 | SixTONES |
| 313 | 6月13日  | MONGOL800×WANIMA、J-JUN with XIA(JUNSU)、SEKAI NO OWARI、THE FOREVER YOUNG                                                                             | MONGOL800×WANIMA |
| 314 | 6月20日  | 若者のすべて #3 -YOUNG, ALIVE, IN LOVE MUSIC（Atomic Skipper、-KARMA-、Hakubi、FOMARE、MAKI、リュックと添い寝ごはん）                                  | |
| 315 | 6月27日  | | ヤバイTシャツ屋さん、岡崎体育                                                                                        |
| 316 | 7月4日   | FUNKY MONKEY BΛBY'S、Organic Call、きゃない、マハラージャン                                                                                            | FUNKY MONKEY BΛBY'S                                                                                                  |
| 317 | 7月11日  | asmi、=LOVE、wacci | |
| 318 | 7月18日  | ［Alexandros］、Chilli Beans.、ヤユヨ | ［Alexandros］ |
| 319 | 7月25日  | デビュー25周年 KinKi Kidsスペシャル | デビュー25周年 KinKi Kidsスペシャル                                                                                  |
| 320 | 8月1日   | | 亀田誠治、鹿野淳 |
| 321 | 8月8日   | | アイクぬわら、シャウラ                                                                                               |
| 322 | 8月15日  | FANTASTICS from EXILE TRIBE、Wienners、THE ORAL CIGARETTES                                                                                             | FANTASTICS from EXILE TRIBE                                                                                          |
| 323 | 8月22日  | yama、さとうもか、黒子首 | yama |
| 324 | 8月29日  | go!go!vanillas、Saucy Dog、ジャニーズWEST、sumika | |
| 325 | 9月5日   | Cody・Lee (李)、フジファブリック、マカロニえんぴつ、UNICORN                                                                                            | |
| 326 | 9月12日  | eill、Kep1er、TOMORROW X TOGETHER | 丸山礼 |
| 327 | 9月19日  | Creepy Nuts、水曜日のカンパネラ、Ryohu feat.オカモトショウ                                                                                             | Creepy Nuts、マキシマム ザ ホルモン                                                                                  |
| 328 | 9月26日  | 松任谷由実、七尾旅人、ベリーグッドマン、Ryu Matsuyama                                                                                                  | 松任谷由実、佐藤千亜妃、渋谷龍太（SUPER BEAVER）、七尾旅人、ヒグチアイ、ビッケブランカ                               |
| （10月3日は『Mr.サンデー×S-PARK超合体SP』〈前夜22:00 - 0:40〉・『オダイバ!!超次元音楽祭 〜有観客ライブ復活SP〜』〈0:40 - 1:50〉のため休止）             |          | | |
| 329 | 10月10日 | | クロちゃん（安田大サーカス）、徳井健太（平成ノブシコブシ）、吉田尚記（ニッポン放送アナウンサー）、26時のマスカレイド |
| 330 | 10月17日 | sumika、aiko、w.o.d. | sumika |
| 331 | 10月24日 | 04 Limited Sazabys、ano、岩田剛典、ROTTENGRAFFTY | 04 Limited Sazabys                                                                                                   |
| 332 | 10月31日 | ROCK IN JAPAN FESTIVAL 2022大特集 | |
| 333 | 11月7日  | ROCK IN JAPAN FESTIVAL 2022大特集 | |
| 334 | 11月14日 | ハンブレッダーズ、Klang Ruler、クレナズム・クボタカイ、リュックと添い寝ごはん                                                                          | ハンブレッダーズ |
| 335 | 11月21日 | SUPER BEAVER、ジェニーハイ、真心ブラザーズ | 村瀬健 |
| 336 | 11月28日 | Night Tempo | 森高千里、細野晴臣                                                                                                   |
| 337 | 12月12日 | ジャニーズWEST | ジャニーズWEST |
| 338 | 12月19日 | HEY-SMITH主催 HAZIKETEMAZARE FESTIVAL 2022 大特集SP | HEY-SMITH主催 HAZIKETEMAZARE FESTIVAL 2022 大特集SP                                                                  |
| （12月26日は『S-PARK』〈前夜23:30 - 0:45、通常より15分繰り下げ〉・『明石家サンタの史上最大のクリスマスプレゼントショー2022』（0:45 - 2:45）のため休止） |          | | |

| 2023年                                                                                  | 2023年  | 2023年                                                                                              | 2023年                                                    |
| 回数                                                                                    | 放送日  | 出演アーティスト                                                                                    | ゲスト                                                    |
| --------------------------------------------------------------------------------------- | ------- | --------------------------------------------------------------------------------------------------- | --------------------------------------------------------- |
| （1月2日は『FNNニュース』〈0:30 - 0:40〉・『ぴったり10万円』〈0:40 - 1:40〉のため休止） |         | |                                                           |
| 339                                                                                     | 1月9日  | The Biscats                                                                                         |                                                           |
| 340                                                                                     | 1月16日 | 木村カエラ、ザ・クロマニヨンズ、U&S                                                                 | 木村カエラ                                                |
| 341                                                                                     | 1月23日 | | 入野自由、畠中祐、ローカルカンピオーネ、タイガ            |
| 342                                                                                     | 1月30日 | go!go!vanillas、氣志團、bokula.                                                                     | go!go!vanillas                                            |
| 343                                                                                     | 2月6日  | ヤングスキニー                                                                                      | 芦澤紀子（Spotify Japan）、大谷ノブ彦（ダイノジ）、柴那典 |
| 344                                                                                     | 2月13日 | SHISHAMO、サバシスター、BLUE ENCOUNT                                                                | SHISHAMO                                                  |
| 345                                                                                     | 2月20日 | LE SSERAFIM、GENERATIONS from EXILE TRIBE、竹内アンナ                                               | LE SSERAFIM                                               |
| 346                                                                                     | 2月27日 | 四星球、ヤバイTシャツ屋さん                                                                         | 四星球                                                    |
| 347                                                                                     | 3月6日  | 幾田りら、ヤバイTシャツ屋さん、有華                                                                 | 幾田りら                                                  |
| 348                                                                                     | 3月13日 | aiko、Conton Candy、NEWS、マルシィ                                                                  | aiko                                                      |
| 349                                                                                     | 3月20日 | フジファブリック×フレデリック、キュウソネコカミ、GEZAN with Million Wish Collective                 | フジファブリック×フレデリック                             |
| （3月27日・4月3日は改編期編成のため休止）                                               |         | |                                                           |
| 350                                                                                     | 4月10日 | SixTONES、梅田サイファー、boy feat. asmi & imase                                                    | SixTONES                                                  |
| 351                                                                                     | 4月17日 | Ochunism、                                                                                          | SixTONES、UNISON SQUARE GARDEN、Lucky Kilimanjaro         |
| 352                                                                                     | 4月24日 | Atomic Skipper、SUPER BEAVER、凛として時雨                                                          | BE:FIRST                                                  |
| 353                                                                                     | 5月1日  | BE:FIRST、Ayumu Imazu、ASP                                                                          | BE:FIRST                                                  |
| 354                                                                                     | 5月8日  | Chilli Beans.、Tele、NEE                                                                            |                                                           |
| 355                                                                                     | 5月15日 | ねぐせ。、マルシィ、ヤユヨ                                                                          |                                                           |
| 356                                                                                     | 5月22日 | iri、新しい学校のリーダーズ、少年キッズボウイ                                                       | iri                                                       |
| 357                                                                                     | 5月29日 | クジラ夜の街、須田景凪、NEE                                                                         | クジラ夜の街                                              |
| 358                                                                                     | 6月5日  | IVE、INI、imase                                                                                     | IVE                                                       |
| 359                                                                                     | 6月12日 | BALLISTIK BOYZ from EXILE TRIBE、THE BEAT GARDEN、MAZZEL                                            | IVE                                                       |
| 360                                                                                     | 6月19日 | BiSH                                                                                                | BiSH                                                      |
| 361                                                                                     | 6月26日 | | 鹿野淳、亀田誠治                                          |
| 362                                                                                     | 7月3日  | ジェニーハイ、sumika、レトロリロン                                                                  | ジェニーハイ                                              |
| 363                                                                                     | 7月10日 | FNS歌謡祭 夏 直前SP                                                                                 | FNS歌謡祭 夏 直前SP                                       |
| 364                                                                                     | 7月17日 | 佐藤千亜妃、吉澤嘉代子、由薫                                                                        | 佐藤千亜妃、吉澤嘉代子、由薫                              |
| 365                                                                                     | 7月24日 | XIIX、キタニタツヤ、Dannie May                                                                      | XIIX                                                      |
| 366                                                                                     | 7月31日 | LOVE MUSIC FESTIVAL 2023（キュウソネコカミ、ゴールデンボンバー、サバシスター、ヤバイTシャツ屋さん） |                                                           |
| 367                                                                                     | 8月7日  | LOVE MUSIC FESTIVAL 2023（BiSH、04 Limited Sazabys、HEY-SMITH）                                     |                                                           |
| 368                                                                                     | 8月14日 | LOVE MUSIC FESTIVAL 2023（新しい学校のリーダーズ、フレデリック、yama、ヤングスキニー）              |                                                           |
| 369                                                                                     | 8月21日 | LOVE MUSIC FESTIVAL 2023（go!go!vanilla、Chilli Beans.、NEE）                                       |                                                           |
| 370                                                                                     | 8月28日 | Klang Ruler、Hwyl                                                                                   | 新しい学校のリーダーズ                                    |
| 371                                                                                     | 9月4日  | I's、CENT、ドレスコーズ                                                                             | I's                                                       |
| 372                                                                                     | 9月11日 | 凛として時雨                                                                                        | SiM、MY FIRST STORY                                       |
| 373                                                                                     | 9月18日 | ヤバイTシャツ屋さん                                                                                 | 東京スカパラダイスオーケストラ feat.さかなクン            |

## スタッフ

### 水曜歌謡祭
- 音楽監督・テーマ曲：武部聡志
- 構成：山内浩嗣、下村雄、長谷川優
- ナレーター：軽部真一（フジテレビアナウンサー）
- TD・SW：米山和孝
- CAM：上田容一郎
- 照明：植松晃一
- PA：渡眞利泰樹
- VE：小幡成樹
- AUD：鹿又健一
- 中継技術：桶田昌利
- 美術プロデューサー：三竹寛典、平岡雄大
- セットデザイン：邨山直也
- 美術進行：西嶋友里
- オープニング＆LED CG：古畑資展
- 大道具：浅見大、楢󠄀崎善正
- アートフレーム：三浦文裕
- アクリル装飾：犬塚健
- 電飾・特殊装置：後藤佑介、川西紘平
- 幕装飾：西村怜子
- 視覚効果：鈴木希望
- 衣装：津幡真優
- 持道具：後藤綾
- メイク：山田かつら
- 楽器：島津哲也
- LED：宇佐美良
- VIZ CG：瀬井貴之
- 音響効果：中田圭三、温水義成
- 編集：三谷光
- MA：伊藤一馬
- 音楽コーディネート：西口美弥、大滝拓見
- 振付：カーニバル三浦、石川ゆみ、PATO、KAORU、Chee
- 編成：清水麻利子
- 広報：佐藤未郷
- WEB MASTER：鈴木小織
- デスク：富張明子
- 協力：サンフォニックス、共同テレビジョン、明光セレクト、放映サービス、fmt、共立、田中電設、東京チューブ、SiS、PRG、IMAGICA、4-Legs、ハーフトーンミュージック
- スーパーバイザー：石田弘
- AD：早川和希、後藤悠樹
- 中継アシスタント：内藤麻衣子
- AP：岩田恵、笹崎明奈
- FD：大野悟、太田秀司、島田和正
- 編集ディレクター：志賀一寿
- 中継ディレクター：城間康男、唐雅則、平田亮輔
- ディレクター：佐藤正樹、松清弘卓
- プロデューサー：土田芳美、宇賀神裕子、後藤夏美、河本晃典
- 演出：浜崎綾
- チーフプロデューサー：板谷栄司、黒木彰一、三浦淳
- 制作：佐々木将
- 制作著作：フジテレビ

### Love music

#### 現在のスタッフ
- music partner：武部聡志
- TD：米山和孝
- SW：斉藤伸介、長尾康平
- CAM：片野裕史、中野誠也
- VE：白波考大
- 照明：中村貞敏、須藤淳
- AUD：伊藤裕二
- PA：須藤傑
- 美術プロデューサー：三竹寛典
- セットデザイン：邨山直也
- アートコーディネーター：鈴木あみ（以前は美術進行）
- 大道具：宮路博貴、井田正也
- アクリル装飾：犬塚健
- アートフレーム：三浦文裕、加藤悟
- 電飾：後藤佑介、川西紘平
- プラントプランナー：後藤健
- オープニングCG：古畑資展
- CG：渡辺之雄
- Love Music題字：鯖次朗
- 編集：永井慎二、小島嘉隆
- MA：藤井啓介
- 音効：温水義成（4-Legs）
- 協力：フジパシフィックミュージック、共テレ、FMT、放映サービス、E&W（旧イースト・エンタテインメント）、サンフォニックス、田中電設、明光セレクト、共立
- 編成：長嶋大介
- 広報：河野舞子
- 構成：山内浩嗣、大野ケイスケ
- 制作P：岩田恵
- タイムキーパー：平野美紀子
- デスク：富張明子
- ディレクター：唐雅則、志賀一寿、中澤俊介、黒岩栄治、後藤悠樹、樋川優美、吉田誠、渡辺由貴
- プロデューサー：松本祐紀、中村峰子、宇賀神裕子、後藤夏美
- 演出：佐藤正樹
- チーフプロデューサー：三浦淳
- 制作著作：フジテレビ

#### 過去のスタッフ
- 大道具：浅見大
- プロデューサー：河本晃典
- チーフプロデューサー → 制作統括：板谷栄司

## ネット局と放送時間

### 『水曜歌謡祭』時代
当番組はネットワークセールス枠の番組であったが、本来の放送時間帯に独自編成（自社制作のプロ野球中継など）を実施したネット局では、放送日を後日に振り替えたうえで全編を録画で放送した。ただし、水曜以外の曜日に振り替え放送を実施した場合でも、『水曜歌謡祭』という番組タイトルは変更せず放送した。
| 放送対象地域   | 放送局                    | 系列                                         | 放送時間（JST）    | ネット状況 |
| -------------- | ------------------------- | -------------------------------------------- | ------------------ | ---------- |
| 関東広域圏     | フジテレビ（CX）          | フジテレビ系列                               | 水曜 19:57 - 20:54 | 制作局     |
| 北海道         | 北海道文化放送（uhb）     | フジテレビ系列                               | 水曜 19:57 - 20:54 | 同時ネット |
| 岩手県         | 岩手めんこいテレビ（mit） | フジテレビ系列                               | 水曜 19:57 - 20:54 | 同時ネット |
| 宮城県         | 仙台放送（OX）            | フジテレビ系列                               | 水曜 19:57 - 20:54 | 同時ネット |
| 秋田県         | 秋田テレビ（AKT）         | フジテレビ系列                               | 水曜 19:57 - 20:54 | 同時ネット |
| 山形県         | さくらんぼテレビ（SAY）   | フジテレビ系列                               | 水曜 19:57 - 20:54 | 同時ネット |
| 福島県         | 福島テレビ（FTV）         | フジテレビ系列                               | 水曜 19:57 - 20:54 | 同時ネット |
| 新潟県         | 新潟総合テレビ（NST）     | フジテレビ系列                               | 水曜 19:57 - 20:54 | 同時ネット |
| 長野県         | 長野放送（NBS）           | フジテレビ系列                               | 水曜 19:57 - 20:54 | 同時ネット |
| 静岡県         | テレビ静岡（SUT）         | フジテレビ系列                               | 水曜 19:57 - 20:54 | 同時ネット |
| 富山県         | 富山テレビ（BBT）         | フジテレビ系列                               | 水曜 19:57 - 20:54 | 同時ネット |
| 石川県         | 石川テレビ（ITC）         | フジテレビ系列                               | 水曜 19:57 - 20:54 | 同時ネット |
| 福井県         | 福井テレビ（FTB）         | フジテレビ系列                               | 水曜 19:57 - 20:54 | 同時ネット |
| 中京広域圏     | 東海テレビ（THK）         | フジテレビ系列                               | 水曜 19:57 - 20:54 | 同時ネット |
| 近畿広域圏     | 関西テレビ（KTV）         | フジテレビ系列                               | 水曜 19:57 - 20:54 | 同時ネット |
| 島根県・鳥取県 | 山陰中央テレビ（TSK）     | フジテレビ系列                               | 水曜 19:57 - 20:54 | 同時ネット |
| 岡山県・香川県 | 岡山放送（OHK）           | フジテレビ系列                               | 水曜 19:57 - 20:54 | 同時ネット |
| 広島県         | テレビ新広島（tss）       | フジテレビ系列                               | 水曜 19:57 - 20:54 | 同時ネット |
| 愛媛県         | テレビ愛媛（EBC）         | フジテレビ系列                               | 水曜 19:57 - 20:54 | 同時ネット |
| 高知県         | 高知さんさんテレビ（KSS） | フジテレビ系列                               | 水曜 19:57 - 20:54 | 同時ネット |
| 福岡県         | テレビ西日本（TNC）       | フジテレビ系列                               | 水曜 19:57 - 20:54 | 同時ネット |
| 佐賀県         | サガテレビ（STS）         | フジテレビ系列                               | 水曜 19:57 - 20:54 | 同時ネット |
| 長崎県         | テレビ長崎（KTN）         | フジテレビ系列                               | 水曜 19:57 - 20:54 | 同時ネット |
| 熊本県         | テレビくまもと（TKU）     | フジテレビ系列                               | 水曜 19:57 - 20:54 | 同時ネット |
| 宮崎県         | テレビ宮崎（UMK）         | フジテレビ系列 日本テレビ系列 テレビ朝日系列 | 水曜 19:57 - 20:54 | 同時ネット |
| 鹿児島県       | 鹿児島テレビ（KTS）       | フジテレビ系列                               | 水曜 19:57 - 20:54 | 同時ネット |
| 沖縄県         | 沖縄テレビ（OTV）         | フジテレビ系列                               | 水曜 19:57 - 20:54 | 同時ネット |

### 金曜時代
| 放送対象地域   | 放送局                    | 系列           | 放送時間（JST）    | ネット状況 |
| -------------- | ------------------------- | -------------- | ------------------ | ---------- |
| 関東広域圏     | フジテレビ（CX）          | フジテレビ系列 | 金曜 23:30 - 23:58 | 制作局     |
| 北海道         | 北海道文化放送（uhb）     | フジテレビ系列 | 金曜 23:30 - 23:58 | 同時ネット |
| 岩手県         | 岩手めんこいテレビ（mit） | フジテレビ系列 | 金曜 23:30 - 23:58 | 同時ネット |
| 宮城県         | 仙台放送（OX）            | フジテレビ系列 | 金曜 23:30 - 23:58 | 同時ネット |
| 秋田県         | 秋田テレビ（AKT）         | フジテレビ系列 | 金曜 23:30 - 23:58 | 同時ネット |
| 山形県         | さくらんぼテレビ（SAY）   | フジテレビ系列 | 金曜 23:30 - 23:58 | 同時ネット |
| 福島県         | 福島テレビ（FTV）         | フジテレビ系列 | 金曜 23:30 - 23:58 | 同時ネット |
| 新潟県         | 新潟総合テレビ（NST）     | フジテレビ系列 | 金曜 23:30 - 23:58 | 同時ネット |
| 長野県         | 長野放送（NBS）           | フジテレビ系列 | 金曜 23:30 - 23:58 | 同時ネット |
| 静岡県         | テレビ静岡（SUT）         | フジテレビ系列 | 金曜 23:30 - 23:58 | 同時ネット |
| 富山県         | 富山テレビ（BBT）         | フジテレビ系列 | 金曜 23:30 - 23:58 | 同時ネット |
| 石川県         | 石川テレビ（ITC）         | フジテレビ系列 | 金曜 23:30 - 23:58 | 同時ネット |
| 福井県         | 福井テレビ（FTB）         | フジテレビ系列 | 金曜 23:30 - 23:58 | 同時ネット |
| 中京広域圏     | 東海テレビ（THK）         | フジテレビ系列 | 金曜 23:30 - 23:58 | 同時ネット |
| 近畿広域圏     | 関西テレビ（KTV）         | フジテレビ系列 | 金曜 23:30 - 23:58 | 同時ネット |
| 島根県・鳥取県 | 山陰中央テレビ（TSK）     | フジテレビ系列 | 金曜 23:30 - 23:58 | 同時ネット |
| 岡山県・香川県 | 岡山放送（OHK）           | フジテレビ系列 | 金曜 23:30 - 23:58 | 同時ネット |
| 広島県         | テレビ新広島（tss）       | フジテレビ系列 | 金曜 23:30 - 23:58 | 同時ネット |
| 愛媛県         | テレビ愛媛（EBC）         | フジテレビ系列 | 金曜 23:30 - 23:58 | 同時ネット |
| 高知県         | 高知さんさんテレビ（KSS） | フジテレビ系列 | 金曜 23:30 - 23:58 | 同時ネット |
| 福岡県         | テレビ西日本（TNC）       | フジテレビ系列 | 金曜 23:30 - 23:58 | 同時ネット |
| 佐賀県         | サガテレビ（STS）         | フジテレビ系列 | 金曜 23:30 - 23:58 | 同時ネット |
| 長崎県         | テレビ長崎（KTN）         | フジテレビ系列 | 金曜 23:30 - 23:58 | 同時ネット |
| 熊本県         | テレビくまもと（TKU）     | フジテレビ系列 | 金曜 23:30 - 23:58 | 同時ネット |
| 鹿児島県       | 鹿児島テレビ（KTS）       | フジテレビ系列 | 金曜 23:30 - 23:58 | 同時ネット |
| 沖縄県         | 沖縄テレビ（OTV）         | フジテレビ系列 | 金曜 23:30 - 23:58 | 同時ネット |

### 月曜未明（日曜深夜）時代
- 全編ローカルセールス枠のため、フジテレビ以外の通常時同時ネット局でも、編成の都合により臨時に後日振替またはネット返上となる場合があった。

| 放送対象地域   | 放送局                    | 系列                                         | 放送時間（JST）              | ネット状況 |
| -------------- | ------------------------- | -------------------------------------------- | ---------------------------- | ---------- |
| 関東広域圏     | フジテレビ（CX）          | フジテレビ系列                               | 月曜（日曜深夜）0:30 - 0:55  | 【制作局】 |
| 岩手県         | 岩手めんこいテレビ（mit） | フジテレビ系列                               | 月曜（日曜深夜）0:30 - 0:55  | 同時ネット |
| 宮城県         | 仙台放送（OX）            | フジテレビ系列                               | 月曜（日曜深夜）0:30 - 0:55  | 同時ネット |
| 秋田県         | 秋田テレビ（AKT）         | フジテレビ系列                               | 月曜（日曜深夜）0:30 - 0:55  | 同時ネット |
| 山形県         | さくらんぼテレビ（SAY）   | フジテレビ系列                               | 月曜（日曜深夜）0:30 - 0:55  | 同時ネット |
| 福島県         | 福島テレビ（FTV）         | フジテレビ系列                               | 月曜（日曜深夜）0:30 - 0:55  | 同時ネット |
| 新潟県         | NST新潟総合テレビ（NST）  | フジテレビ系列                               | 月曜（日曜深夜）0:30 - 0:55  | 同時ネット |
| 長野県         | 長野放送（NBS）           | フジテレビ系列                               | 月曜（日曜深夜）0:30 - 0:55  | 同時ネット |
| 静岡県         | テレビ静岡（SUT）         | フジテレビ系列                               | 月曜（日曜深夜）0:30 - 0:55  | 同時ネット |
| 中京広域圏     | 東海テレビ（THK）         | フジテレビ系列                               | 月曜（日曜深夜）0:30 - 0:55  | 同時ネット |
| 富山県         | 富山テレビ（BBT）         | フジテレビ系列                               | 月曜（日曜深夜）0:30 - 0:55  | 同時ネット |
| 石川県         | 石川テレビ（ITC）         | フジテレビ系列                               | 月曜（日曜深夜）0:30 - 0:55  | 同時ネット |
| 福井県         | 福井テレビ（FTB）         | フジテレビ系列                               | 月曜（日曜深夜）0:30 - 0:55  | 同時ネット |
| 島根県・鳥取県 | さんいん中央テレビ（TSK） | フジテレビ系列                               | 月曜（日曜深夜）0:30 - 0:55  | 同時ネット |
| 岡山県・香川県 | 岡山放送（OHK）           | フジテレビ系列                               | 月曜（日曜深夜）0:30 - 0:55  | 同時ネット |
| 広島県         | テレビ新広島（tss）       | フジテレビ系列                               | 月曜（日曜深夜）0:30 - 0:55  | 同時ネット |
| 愛媛県         | テレビ愛媛（EBC）         | フジテレビ系列                               | 月曜（日曜深夜）0:30 - 0:55  | 同時ネット |
| 高知県         | 高知さんさんテレビ（KSS） | フジテレビ系列                               | 月曜（日曜深夜）0:30 - 0:55  | 同時ネット |
| 福岡県         | テレビ西日本（TNC）       | フジテレビ系列                               | 月曜（日曜深夜）0:30 - 0:55  | 同時ネット |
| 佐賀県         | サガテレビ（STS）         | フジテレビ系列                               | 月曜（日曜深夜）0:30 - 0:55  | 同時ネット |
| 長崎県         | テレビ長崎（KTN）         | フジテレビ系列                               | 月曜（日曜深夜）0:30 - 0:55  | 同時ネット |
| 熊本県         | テレビくまもと（TKU）     | フジテレビ系列                               | 月曜（日曜深夜）0:30 - 0:55  | 同時ネット |
| 鹿児島県       | 鹿児島テレビ（KTS）       | フジテレビ系列                               | 月曜（日曜深夜）0:30 - 0:55  | 同時ネット |
| 北海道         | 北海道文化放送（uhb）     | フジテレビ系列                               | 水曜（火曜深夜）1:25 - 1:50  | 遅れネット |
| 近畿広域圏     | 関西テレビ（KTV）         | フジテレビ系列                               | 水曜（火曜深夜）2:25 - 2:59  | 遅れネット |
| 宮崎県         | テレビ宮崎（UMK）         | フジテレビ系列 日本テレビ系列 テレビ朝日系列 | 月曜（日曜深夜） 0:55 - 1:20 | 遅れネット |
| 沖縄県         | 沖縄テレビ（OTV）         | フジテレビ系列                               | 水曜（火曜深夜）1:00 - 1:25  | 遅れネット |

### 変遷
| 期間       | 期間       | タイトル   | 放送曜日           | 放送時間（JST）       |
| ---------- | ---------- | ---------- | ------------------ | --------------------- |
| 2015.04.15 | 2015.09.02 | 水曜歌謡祭 | 水曜日             | 19:57 - 20:54（57分） |
| 2015.10.16 | 2017.04.07 | Love music | 金曜日             | 23:30 - 23:58（28分） |
| 2017.04.17 | 2021.09.27 | Love music | 月曜日（日曜深夜） | 00:30 - 01:25（55分） |
| 2021.10.11 | 2022.02.14 | Love music | 月曜日（日曜深夜） | 01:00 - 01:55（55分） |
| 2022.02.21 | 2023.03.20 | Love music | 月曜日（日曜深夜） | 00:30 - 01:25（55分） |
| 2023.04.10 | 2023.06.19 | Love music | 月曜日（日曜深夜） | 01:00 - 01:25（25分） |
| 2023.06.26 | 2023.09.18 | Love music | 月曜日（日曜深夜） | 00:30 - 00:55（25分） |